# Llista d'encapçalaments de matèria en català
La Llista d'encapçalaments de matèria en català (LEMAC) és un vocabulari controlat format per encapçalaments de matèria —expressió lingüística (paraula o conjunt de paraules)— que representen el contingut temàtic d'un document —un concepte, un esdeveniment, un nom, un títol— emprats per fer una recerca en un catàleg, bibliografia o índex alfabètic.

## Definició i característiques
El Servei de Normalització Bibliogràfica de la Biblioteca de Catalunya elabora i manté la LEMAC i aquesta és aplicada pels bibliotecaris catalogadors als documents que constitueixen el fons d'una biblioteca, per tal que l'usuari pugui cercar documents a partir d'altres punts d'accés diferents de l'autor, del títol o de l'editor de l'obra i trobi col·locats junts en el catàleg alfabètic de matèries de la seva biblioteca tots aquells encapçalaments que tracten sobre el mateix tema.
La LEMAC va ser creada a l'empara de la Llei 4/1993 del Sistema Bibliotecari de Catalunya, per «reunir en un únic catàleg col·lectiu la referència bibliogràfica dels diferents fons de les biblioteques que integren el Sistema Bibliotecari de Catalunya».

## Història i evolució
La Llista d'encapçalaments de matèria en català és producte de la traducció de la Lista de encabezamientos de materia para bibliotecas, de Carmen Rovira i Jorge Aguayo i de la tasca d'adaptació que, inicialment, l'Institut Català de Bibliografia (1983) i, posteriorment, la Biblioteca de Catalunya ha estat fent dels Library of Congress Subject Headings (LCSH).
Altres llistes d'encapçalaments de matèria que també serveixen de base per a la creació dels registres de la LEMAC són en l'àmbit francòfon el Répertoire de vedettes-matière de la Universitat de Laval (Laval RVM), reconeguda com la norma canadenca per la Biblioteca Nacional del Canadà i emprada per la xarxa de catalogació compartida i el repertori Répertoire d'autorité matière encyclopédique et alphabétique unifié, llista d'autoritat d'encapçalaments de matèria oficial a França, inspirat en la versió canadenca.
El desembre de 1999 la Llista d'encapçalaments de matèria en català (LEMAC) es va codificar en format llegible per màquina, formats MARC, actualment es codifica en MARC 21. A l'abril del 2002 es va fer accessible per Internet a través de la pàgina web de la Biblioteca de Catalunya. Els registres d'autoritat de la LEMAC es poden visualitzar tant en forma de tesaurus com codificats en format MARC 21.

## Butlletí d'actualitzacions
Gràcies a les prestacions del nou sistema informàtic Millennium, a partir del mes de gener de 2009, es comença a publicar el Butlletí d'actualitzacions de la LEMAC, amb periodicitat mensual, amb el qual es pretén cobrir una demanda que, fins ara, no s'havia pogut satisfer per manca de personal.
En aquest butlletí mensual s'inclouran els encapçalaments nous incorporats a la LEMAC durant el mes anterior i els encapçalaments modificats, també els mes anterior, és a dir, els encapçalaments els registres d'autoritat dels quals hagin experimentat algun canvi del tipus que s'enumera a continuació:
- Encapçalaments substituïts per un altre de diferent. (En aquest cas, en el registre figura un 4XX amb el subcamp |wnne|a)
- Encapçalaments els registres d'autoritat dels quals han sofert alguna modificació en el sistema de relacions. És a dir, s'ha afegit o esborrat alguna relació de terme genèric, terme relacionat, emprat per (o referència de vegeu) o vegeu també.
- Encapçalaments els registres d'autoritat dels quals han sofert alguna modificació en la nota d'abast.
- Encapçalaments els registres dels quals s'ha afegit una subdivisió geogràfica que abans no hi figurava.
- Les subdivisions noves o les subdivisions modificades el mes anterior, les quals aniran ordenades alfabèticament amb els encapçalaments nous o modificats.

No s'inclouran en aquest butlletí: 
- Els registres als quals només se’ls ha afegit el camp de la font 670 amb les equivalències en anglès i francès: LCSH i RAMEAU, etc.
- Els registres als quals només se’ls ha afegit el camp 681 de la nota de traça d'exemples temàtics.
- Els que només presentin una modificació de les codificacions de la capçalera i del camp 008, altre que la indicació de la subdivisió geogràfica.

Podeu consultar les actualitzacions mitjançant l'accés extern al catàleg de la Biblioteca de Catalunya. Qui ho desitgi pot demanar informació a Contacta. Aquesta última modalitat d'accés es recomana als usuaris que desitgin consultar les actualitzacions amb una periodicitat menor que la mensual.

## Manteniment i actualització
La constant introducció de nous termes i la contínua necessitat de revisar i d'actualitzar els encapçalaments procedents de la traducció de la llista hispano-americana --que s'empren per primera vegada-- i d'adequar-los als Library of Congress Subject Headings (LCSH), i també la constant modificació del joc de relacions dels encapçalaments ja autoritzats (per tal d'ajustar-los a la nova política adoptada per la Biblioteca del Congrés dels Estats Units, a partir de l'11a edició, de l'any 1988) fan de la LEMAC un organisme viu en un permanent procés de transformació i canvi. L'actualització del contingut de la base de dades es realitza de forma mensual o bimensual.
A partir del mes de gener de 2009, el Servei de Normalització Bibliogràfic de la Biblioteca de Catalunya comença a publicar el Butlletí d'actualitzacions, amb la mateixa periodicitat que les actualitzacions abans esmentades. En aquests butlletins s'inclouen els encapçalaments nous incorporats a la LEMAC durant el mes o mesos anteriors i els registres d'autoritats dels encapçalaments modificats o que han rebut algun canvi.
Amb uns mitjans immensament més modestos que els Library of Congress Subject Headings i, tot intentant aprofitar la inversió nord-americana, la LEMAC intenta de bastir una llista enciclopèdica catalana adaptada a les necessitats dels documents de les nostres biblioteques que també inclogui termes no acollits en la llista nord-americana.

## Altres catàlegs d'autoritat
- Catàleg d'autoritats de noms i títols de Catalunya (CANTIC)
- Library of Congress Authorities
- RAMEAU
- Catálogo de autoridades de la Biblioteca Nacional de España
- Catálogo CSIC Autoridades[7]